# Hanna Prusakowska
Hanna Elżbieta Prusakowska, po mężu Gajda (ur. 31 sierpnia 1962 w Gdańsku) – polska florecistka, olimpijka z Seulu 1988.

## Kariera sportowa
Florecistka. W trakcie kariery sportowej reprezentowała klub AZS-AWFiS Gdańsk (lata 1975-1992). Indywidualna mistrzyni (w roku 1991) i wicemistrzyni (w roku 1991) Polski. Drużynowa mistrzyni Polski w latach 1985-1992.
W roku 1989 zajęła 3. miejsce w klubowym Pucharze Europy. Uczestniczka mistrzostw świata w 1985 roku, w których Polska drużyna florecistek zajęła 4. miejsce.
Na igrzyskach w Seulu wystartowała w turnieju drużynowym florecistek (partnerkami były: Małgorzata Breś, Agnieszka Dubrawska, Jolanta Królikowska, Anna Sobczak). Polska drużyna zajęła 10. miejsce.